# Bedobo
Bedobo est un village du Cameroun situé dans la région de l'Est et dans le département de la Kadey. Bedobo fait partie de la commune de Kette, du canton de Baya-Est et de l'arrondissement de Batouri.

## Population
Lors du recensement de 2005, Bedobo comptait 1 079 habitants, dont 513 hommes et 566 femmes.
En 1965, Bedobo comptait 1 057 habitants.

## Infrastructures
En 1965, Bedobo est desservi par la route de Batouri à Dem, Boubara et à Gogoboua. Le village avait aussi une école catholique à cycle complet.

## Économie
En 1965, Bedobo possédait une exploitation d'or.